# 伊集院須賀
伊集院 須賀（いじゅういん すが、天保3年（1832年）4月 - ?）は、幕末の薩摩藩士・伊集院兼善の娘。西郷隆盛の最初の妻。薩摩の有力豪族伊集院氏の分家の一つと思われるが、兼善以前の系譜は不明である。弟に伊集院兼寛がいる。

## 略伝
嘉永5年（1852年）、縁あって西郷家嫡男だった吉之助（隆盛）と結婚する。その際は吉之助の父母・祖父母ともに健在であったが、同年に吉之助の祖父・竜右衛門、父・吉兵衛、母・政佐と相次いで亡くなり、翌々年の安政元年（1854年）には吉之助自身も藩主・島津斉彬に従って江戸へ出府してしまったため、家計は大いに苦しくなった。その影響もあってか、江戸在府の吉之助に親族から相談を持ちかけて離縁した。その後の吉之助と弟兼寛の関係が悪くなった様子もないので、円満な離縁だったといわれる。しかし、吉之助は終生これを後悔していたという。その後の消息は歴史の表舞台から消え、一切不明である。

## 登場作品
小説
- 林真理子『西郷どん!』（2017年、KADOKAWA）

テレビドラマ
- 『翔ぶが如く』（1990年、NHK大河ドラマ　演：南果歩）
- 『篤姫』（2008年、NHK大河ドラマ、演：森脇由紀）
- 『西郷どん』（2018年、NHK大河ドラマ、演：橋本愛）